# ماكسيم تيشكين
ماكسيم تيشكين (الروسية: Тишкин, Максим Викторович) (11 نوفمبر 1989 في روسيا - ) هو لاعب كرة قدم روسي في مركز الدفاع. لعب مع نادي أوفا وسبارتك كوستروما ‏ وFC Ryazan (2010) ‏ ونادي موردوفيا سارانسك.

## وصلات خارجية
- ماكسيم تيشكين على موقع قاعدة بيانات كرة القدم.إي يو (الإنجليزية)
- ماكسيم تيشكين على موقع Soccerway.com (الإنجليزية)
- ماكسيم تيشكين على موقع عالم كرة القدم.نت (الإنجليزية)